# Крылья надежды
«Крылья надежды» (нем. Julianes Sturz in den Dschungel) — документальный фильм режиссёра Вернера Херцога, вышедший на экраны в 2000 году. Лента получила номинацию на премию имени Адольфа Гримме.

## Сюжет
24 декабря 1971 года самолёт, направлявшийся из Лимы в Пукальпу, потерпел крушение в перуанских джунглях. Из 92 пассажиров в живых остался только один — 17-летняя девушка Юлиана Кёпке. В течение 10 дней она брела по джунглям, пока не была спасена лесорубами-индейцами. Вернер Херцог давно интересовался этой историей, на что у него были личные мотивы: отправляясь на поиски натуры для своего фильма «Агирре, гнев божий», он лишь по счастливой случайности не попал на тот самый злополучный рейс. И вот, по прошествии 27 лет он отправляется вместе с Юлианой на место крушения, чтобы запечатлеть остатки самолёта и проследить её нелёгкий путь через первобытный лес…